# Szum akustyczny
Szum akustyczny – dźwięk, którego widmo jest w większości zakresu słyszalności zrównoważone, tzn. nie występują w nim gwałtowne „peaki” (maksima), które słyszalne mogłyby być jako dźwięczące rezonanse o określonej wysokości tonu.
Przez analogię dla widma optycznego fali elektromagnetycznej, szum o całkowicie płaskim widmie sygnału akustycznego nazywa się szumem białym (światło białe to de facto szum elektromagnetyczny mieszaniny wszystkich możliwych barw o całkowicie płaskim widmie w zakresie widzialnym), natomiast szumy o widmie z przewagą częstotliwości niskich nazywa się szumem różowym (światło o przewadze niskich częstotliwości też jest różowe) lub niekiedy szumem 1/f. Szum o jeszcze większej przewadze częstotliwości niskich nazywa się szumem czerwonym (znowu przez analogię do światła, które nabiera barwy czerwonej, gdy ma dużą przewagę niskich częstotliwości).
Szum biały znajdujący zastosowanie w wielu dziedzinach nauki, w akustyce ma ograniczone zastosowanie – ze względu na charakterystykę ludzkiego ucha postrzegany jest jako dźwięk wysoki, stąd wprowadzenie szumu różowego, który wydaje się ludzkiemu uchu bardziej równomierny.